# Rafael Amador Fernández
Rafael Amador Fernández (Sevilla, 1960) es un compositor, guitarrista y cantaor gitano que saltó a la fama en los años 80 con el grupo Pata Negra. Junto a su hermano Raimundo Amador y Kiko Veneno revolucionó el flamenco, fusionándolo con el rock y el blues, haciendo una música adelantada a su época y creando el estilo que ellos mismos bautizaron como "blueslería".

## Biografía
En 1977, los dos hermanos y Kiko forman la banda Veneno, que editará un solo disco. Este álbum no fue bien recibido ni por la crítica ni por el propio público, ya que no entendieron cómo se puede hacer flamenco con las bases de un grupo de rock, con sus instrumentos propiamente dichos: la batería, el bajo y la guitarra eléctrica. La banda desaparece poco después, y los tres integrantes de Veneno se embarcan en diferentes proyectos, siendo uno de los más importantes las colaboraciones en el álbum de Camarón de la Isla La leyenda del tiempo (1979).
Rafael y su hermano Raimundo crean Pata Negra en 1978, siguiendo los pasos de Veneno, pero esta vez componiendo ellos mismos los temas. La gran parte de los trabajos en Pata Negra son obra de Rafael Amador, con una capacidad compositiva espectacular y además con una gran capacidad para reinventarse, ya que en los directos siempre interpretaba los temas de forma alterada.
Con Pata Negra consiguen el éxito esperado gracias a sus álbumes más preciados, Guitarras callejeras (1985) y Blues de la Frontera (1987), siendo este último el que les dio el salto a la fama, con canciones como «Camarón», «Lunático» o «Pasa la vida».
Los hermanos también graban un disco de culto con Cathy Claret, titulado ¿Por qué, por qué? (1987).
Con la fama llega también el desconcierto: las drogas empiezan a hacerse presente en la vida de los músicos. Los excesos empezaron a pasar factura a los hermanos Amador, y más concretamente a Rafael, que se vio atrapado. Así pues, Raimundo decidió abandonar el proyecto con su hermano, ya que no se estaban llevando bien las cosas y la situación se les iba de las manos.[cita requerida] Organizaron un último concierto en la sala Zeleste de Barcelona, en 1989, que ha quedado plasmado para siempre en el álbum El Directo, en el que interpretan muchas de sus mejores canciones, incluyendo el tema «La Muchachita», de Veneno. 
Tras la marcha de Raimundo, Rafael se queda solo con Pata Negra. Lanzará dos discos, Inspiración y locura (1990) y Como una vara verde (1995), muy personales e introspectivos, en los que se nota la desesperación de Rafael como artista tras el abandono de su hermano y su adicción a las drogas.
Después de retirarse de la música durante unos años para rehabilitarse, Rafael volvió a los escenarios con Pata Negra para interpretar sus antiguos temas, ya que, según él comenta, “es muy difícil dejar la música, es algo que se lleva dentro”.[cita requerida] En esta reaparición contó con la colaboración de Navajita Plateá.
Cabe comentar su apoyo y colaboración con el grupo Nea Flamenco Experimental , con los que grabó, en su última intervención de estudio hasta la fecha, un rocanrol llamado «La plaza», además de colaborar en ideas de arreglos de guitarra e idear musicalmente los bajos en cuatro temas.Todo ello contenido en el maxisingle Flamenco Experimental, del grupo antes citado.

## Homenajes
Recibe un homenaje de la escena sevillana en 2015.